# 御国大阪教会
御国大阪教会（みくにおおさかきょうかい）とは、1987年に聖神中央教会から分派した信徒とテモテ朴（朴升煕）牧師らが設立した御国教会のうち、大阪に拠点を置く大韓イエス教長老会合同派。豊能郡能勢町に本拠を置く。

## 概要
1990年代、大阪（豊中市名神口）、名古屋、京都、大阪日本橋、静岡に会堂を構え発展する。2008年、韓国在住のGrace Korean Churchのメンバーが不明会計、副牧師によるセクハラらの告発の勃発により信徒数が激減。
2008年10月以降はニューライフミッションセンター（能勢町）に移動し、20名弱の信徒により活動している。
大阪教会を過去に訪れた牧師は有賀喜一、石賀誠、工藤弘雄、滝元順、西原博、村上好伸、アーサー・ホーランド、など日本人牧師のほかがおり、ほかにも趙南珠、金サムエル、金光信、など多数の韓国人牧師がいる。